# Resolutie 1083 Veiligheidsraad Verenigde Naties
Resolutie 1083 van de Veiligheidsraad van de Verenigde Naties werd unaniem door de VN-Veiligheidsraad aangenomen op 27 november 1996.

## Achtergrond
Na de hoogdagen onder het decennialange bestuur van William Tubman, die in 1971 overleed, greep Samuel Doe de macht. Zijn dictatoriale regime ontwrichtte de economie en er ontstonden rebellengroepen tegen zijn bewind, waaronder die van de latere president Charles Taylor. In 1989 leidde de situatie tot een burgeroorlog waarin de president vermoord werd. De oorlog bleef nog doorgaan tot 1996.

## Inhoud

### Waarnemingen
De fracties in Liberia bleven het overeengekomen staakt-het-vuren schenden. Wel was men begonnen met de ontwapening. Bij alle fracties werd aangedrongen de overeenkomst na te komen.

### Handelingen
Alle fracties werden opgeroepen de vijandelijkheden onmiddellijk te staken en de ontwapening tijdig te voltooien.
Dat laatste was van belang voor de verkiezingen die in 1997 moesten doorgaan. Het mandaat van de
UNOMIL-missie in het land werd verlengd tot 31 maart 1997. De Veiligheidsraad veroordeelde ook ten
stelligste de opleiding en inzet van kindsoldaten en eiste dat alle kindsoldaten werden
gedemobiliseerd. Ze veroordeelde ook de aanvallen op de ECOMOG-vredesmacht, UNOMIL en de hulporganisaties.
Het belang van de mensenrechten werd onderstreept. Ook moesten alle landen
het wapenembargo tegen Liberia opvolgen. Ten slotte werd de
secretaris-generaal gevraagd tegen 31 januari 1997 een
vooruitgangsrapport in te dienen met ook aanbevelingen voor de mogelijke steun van de VN aan de verkiezingen.

## Verwante resoluties
- Resolutie 1059 Veiligheidsraad Verenigde Naties
- Resolutie 1071 Veiligheidsraad Verenigde Naties
- Resolutie 1100 Veiligheidsraad Verenigde Naties (1997)
- Resolutie 1116 Veiligheidsraad Verenigde Naties (1997)

Lijst ·  1036 ·  1037 ·  1038 ·  1039 ·  1040 ·  1041 ·  1042 ·  1043 ·  1044 ·  1045 ·  1046 ·  1047 ·  1048 ·  1049 ·  1050 ·  1051 ·  1052 ·  1053 ·  1054 ·  1055 ·  1056 ·  1057 ·  1058 ·  1059 ·  1060 ·  1061 ·  1062 ·  1063 ·  1064 ·  1065 ·  1066 ·  1067 ·  1068 ·  1069 ·  1070 ·  1071 ·  1072 ·  1073 ·  1074 ·  1075 ·  1076 ·  1077 ·  1078 ·  1079 ·  1080 ·  1081 ·  1082 ·  1083 ·  1084 ·  1085 ·  1086 ·  1087 ·  1088 ·  1089 ·  1090 ·  1091 ·  1092